# Fredrik Gabriel Hedberg
Fredrik Gabriel Hedberg, född 15 juli 1811 i Salois, död 19 augusti 1893 i Kimito, var en finlandssvensk präst och psalmförfattare. 
Hedberg avlade sin studentexamen 1826 och fortsatte sin utbildning med att ta en filosofie kandidatexamen 1832 och en examen i teologi 1833. Hans tidiga karriär inom kyrkan började som en extra ordinarie präst i Sjundeå och Lojo, följt av predikantuppdrag i Pemar 1838 och i Uleåborg 1840–1841. Han blev kaplan i Pöytis 1843. Hedberg var från 1855 kyrkoherde i S:t Karins och från 1862 till sin död i Kimito.
Hans förkunnelse blev upphovet till den s. k. hedbergianismen i Finland och även i Norrland fanns en hedbergsk rörelse. Åren 1836-44 tillhörde han den pietistiska väckelsen kring Paavo Ruotsalainen men framförde redan 1835 evangeliska tankar, som påverkats av Bibeln, Luthers verk och kristen uppbyggelselitteratur. Uskon oppi autuuteen (1843, svensk översättning "Trones lära till saligheten" 1853) är märkvärdig och markerar skilsmässa från väckelserörelsen och uppkomsten av den evangeliska väckelsen, även kallad hedbergianismen. 
Bland han övriga skrifter märks Werklärans vederläggning (1847-51). Hans skrifter ledde till en rad motskrifter i såväl Sverige som Finland.
Hedberg hade en tid nära förbindelse med Carl Olof Rosenius, men denne tog senare avstånd från Hedberg, för han upplevde att Hedberg alltför mycket betonade rättlevnaden framför att verka för omvändelse.
Hedbergs modersmål var svenska men han skrev mycket på finska. I Finland finns några av hans sånger i statskyrkans psalmböcker (den svenskspråkiga och den finskspråkiga) men framför allt i de evangeliska sångböckerna Sionsharpan resp. Siionin kannel. I Sverige finns hans psalmer publicerade för barn bland annat i Svensk söndagsskolsångbok 1908. I Svenska Missionsförbundets sångbok 1920 är Hedberg representerad med tre psalmer. (SMF 1920 nr 128), (SMF 1920 nr 156) och (SMF 1920 nr 429) enligt registret. Hans namn står också angivet under psalm (SMF 1920 nr 72) När ett vänligt solsken sprider, som enligt registret har Lina Sandell till upphovsman, varför det kan antas att texten är bearbetad av Sandell eller att det rör sig om en ren felskrivning i sångboken.

## Privatliv
Hedberg var son till Erik Johan Hedberg och Katarina Magdalena Borg. Hedberg gifte sig tre gånger; först med Maria Johanna Sofia Eklund (1837–1858), därefter med Lovisa Vilhelmina Eklund (1859–1890), och slutligen med Rosa Alexandra Juliette Sadan (1891–1905).

## Psalmer
- Lovsjung vår Herre Jesu kärlek (Svensk söndagsskolsångbok 1908 nr 156) under rubriken "Böne- och lovsånger" och Lova Herren 1988 nr 619 under rubriken "Guds barns tacksägelse och lovsång". Författad 1847. Finns på Wikisource.
- När ett vänligt solsken sprider (SMF 1920 nr 72) under rubriken "Jesu person". Eventuellt i samarbete med Lina Sandell Finns på Wikisource.
- O Jesus Krist, vår Frälserman (SMF 1920 nr 156, Lova Herren 1988 nr 204) under rubrikerna "Jesu himmelsfärd" respektive "Kyrkoåret. Kristi himmelsfärds dag". Texten författad 1846. Finns på Wikisource.
- O land, du sälla andars land (Svensk Söndagsskolsångbok 1908 nr 251, SMF 1920 nr 429) under rubriken "Hemlandssånger" samt i Lova Herren 1988 under rubriken "Trons mål. Det himmelska hemmet". Finns på Wikisource.

## Verk
Ett urval av hans skrivna verk: 
- Varningsord i anledning af pietisnien i Finland samt deraf föranledda söndringar (1841)
- En röst ifrån Zion (1844)
- Pietism och Christendom (1845)
- Sände-bref om Christus och församlingen till Christi troende församling (1850)
- Den enda salighetens väg, framstäld (1851)
- Baptismens vederläggning och det heliga dopets försvar (1855)
- Jesu Kristi himmelsfärd med dess saliggörande följder (1884)